# UMB (Unternehmen)
UMB ist ein Schweizer IT-Unternehmen mit ca. 900 Mitarbeitern. Der Hauptsitz ist in Cham (Kanton Zug), das Unternehmen verfügt über mehreren Filialen in der Schweiz und in Spanien.

## Geschichte
Die Unternehmen Paninfo AG und Osys AG wurden beide im Jahre 1978 gegründet. Das namensgebende Unternehmen UMB Consulting AG wurde 1990 durch Claude Guggiari in Cham gegründet und beim Zusammenschluss mit Paninfo im Jahr 2012 in UMB umbenannt. Das vereinte Unternehmen wurde dabei im Sinne einer Nachfolgeregelung der UMB von den Paninfo-Führungsmitgliedern Matthias Keller und Markus Kräher übernommen. Guggiari wurde Verwaltungsratspräsident.
Der Name UMB steht für «Unterwegs mit Begeisterung». Integration der Osys AG war im Jahre 2015. 2019 war Rebranding und Auftritt unter dem Label ‘UMB creating time’. Seit 2022 gehört UMB zur BKW Energie.

## Geschäftsbereiche
UMB unterstützt die Kunden bei der Business- und Technologie-Transformation mit Services und eigenen Software-Produkten.